# 長尾直樹
長尾 直樹（ながお なおき）は、日本の映画監督・CMディレクター・脚本家・編集技師。337inc.代表。

## プロフィール
東京都出身。駒場東邦中学校・高等学校を経て、早稲田大学第一文学部卒業。高校在学中から自主映画製作をしていた。また早稲田大学在学中の1977年にぴあフィルムフェスティバルで入選。また、長尾は初代入選者でもある。
大学卒業後の1979年に東北新社に入社。CM演出部に配属され、プロダクションマネージャーを担当した後、CMディレクターとなる。在社中の1991年に「東京の休日」で映画監督デビュー。
1996年に東北新社を退社し、フリーとなる。それと同時に「337inc.」を設立。1997年の「鉄塔 武蔵野線」で芸術選奨優秀映画作品賞・長編映画部門に選出された。以後、テレビコマーシャル、映画、インターネット映画、テレビドラマなどの監督、演出、脚本、編集を手掛けている。

## 主な作品

### CM
- アサヒビールスーパードライ「落合信彦のシリーズ」
- SONY
  - ビデオカセットV「米米CLUBのシリーズ」
  - ミュージックカセット「プリンセスプリンセスのシリーズ」
- 資生堂スーパーマイルドシャンプー「小泉今日子のシリーズ」
- 本田技研工業「シビックメッセージのシリーズ」
- キリンビール一番搾り「役所広司／中山美穂のシリーズ」
- サントリーレッド「夕焼けレッド　きたろう／南果歩のシリーズ」
- トヨタ自動車トヨタ・カローラスパシオ（豊川悦司）
- コーセー化粧品「中山美穂のシリーズ」
- P&Gファブリーズ「家族のシリーズ」
- 住友林業「光りに満ちた家」篇
- サントリーモルツ「松たか子」篇
- ダイハツ工業タントカスタム「夜明け」篇、「登場」篇、「朝練」篇（長澤まさみ）
- イオン「母の日・父の日」篇（山口智子）
- キャドバリー・シュウェップス「クロレッツガム」
- ネスレ日本キットカット「受験2007・2008」篇、「合格」篇（北乃きい）
- au嵐「もし僕らが嵐じゃなかったら」
- 大塚製薬ポカリスエット「初出場」篇、「初出場・準備ばんたん」篇、「運命の夏」篇（川口春菜）
- 日本コカ・コーラ爽健美茶「気づき」篇（宮崎あおい）
- 明治乳業十勝チーズ「小泉今日子のシリーズ」
- キリンビバレッジFIRE「踊る松井秀喜」篇
- 積水ハウス「三階建てのカノジョ　剛力彩芽のシリーズ」シリーズ／企業CM「子犬の留守番」篇
- 本田技研工業
  - ホンダ・ステップワゴン「ステップワゴンとの対話」篇（堀北真希）
- 資生堂
  - UNO
  - 「中居正広のシリーズ」
- 日本中央競馬会「中居正広のシリーズ」
- NTTドコモ
  - 「恋人」篇（松山ケンイチ／黒木メイサ）
  - 「国境を越えて」篇（瑛太／蒼井優）
  - 「705iデビュー」篇（瑛太／蒼井優／妻夫木聡)
  - 「優しい未来」篇（赤西仁）
- サッポロビール
  - ヱビスビール「ヱビスは時間をおいしくします　小泉今日子／浅野忠信のシリーズ」「役所広司のシリーズ」
  - 麦とホップ「田村正和のシリーズ」、「仲間由紀恵のシリーズ」
  - 2010年箱根駅伝・企業広告「畑と結婚式」篇、「お店と結婚記念日」篇、「乾杯をもっとおいしく」篇
- 龍角散のど飴「香川照之のシリーズ」
- 興和：キャベジン「常磐貴子のシリーズ」
- P&Gワールドワイド「赤ちゃんの発育シリーズ」
- キリンビール一番搾り「嵐のシリーズ（2017）」
- 森永乳業PARM「竹内結子（2017）」
- YAHOO! JAPAN「災害通知アプリ/本木雅弘（2016，2017）」
- 積水ハウス「人生になる家シリーズ」
- アサヒスーパードライ・2018春編「福山雅治、北川景子、松雪泰子、柴咲コウ」
- 大塚製薬オロナミンＣ・2020〜2021のシリーズ「森七菜」
- ビットフライヤー「松本人志」
- アサヒ贅沢絞り「中村倫也」
- 住友林業「長澤まさみ・加瀬亮（2022）」

等

### 映画
- 東京の休日（1991年・企画、監督、脚本）
- 鉄塔 武蔵野線（1997年・監督、脚本、製作、編集）
- さゞなみ（2002年・監督、脚本、編集）
- アルゼンチンババア（2006年・監督、脚本）
- パリの休日（2007年・監督）短編映画
- 吉田類の「今宵、ほろ酔い酒場で」（2017年・企画協力、監督、脚本）

### ネット映画
- 10minute diary（2005年・監督）
- ハルノ呼吸（2007年・監督）
- INTEL JAPAN「キャッチボール」（2013年）

### テレビドラマ
- つげ義春ワールド・「散歩の日々」（1999年・テレビ東京・演出、脚本）

### ラジオドラマ
- オートリバース （2020・民放ラジオ99局/radiko共同企画）